# 주우 (문통)
주우(周䊸, ? ~ 97년)는 후한 중기의 관료로, 자는 문통(文通)이며 하비국 서현(徐縣) 사람이다.

## 생애
사람됨이 각박하고 한비의 학문을 좋아하여 정위의 사(史)가 되었다. 영평 연간에 남행당장(南行唐長)을 보임하였는데, 어느 날 새벽에 관리에게 예고하고는 죄인 수십 명을 주살하여, 사람들이 몸서리쳤다.
이후 박평령(博平令)이 되었다. 임지에서 간악한 이들을 찾아내 심리하였고, 잡힌 이들 중 감옥을 나온 이가 없었다. 위엄으로 명성을 떨쳐 제상으로 승진하였고, 역시 임지를 엄하고 가혹하게 다스리고 판결문을 잘 꾸며 형법을 오로지하였다. 결국 무고한 이를 죽이고 말아 다시 박평령으로 좌천되었다.
건초 연간, 발해태수가 되었다. 칙령을 받아 군에 부임할 때마다 두문불출하였고, 먼저 사람을 보내 속현의 형사사건을 처리한 다음 조서를 받들었는데, 이것이 문제가 되어 정위의 심리를 받고 파면되었다.
주우는 사람됨이 검소하여 재산이 없었다. 장제는 주우를 가련히 여겨 다시 낭(郞)으로 임용하였고, 소릉후상(召陵侯相)으로 전출시켰다. 소릉후국의 정연(廷掾)은 주우의 위엄을 두려워하여, 그를 꺾어누르기 위해 밤중에 시체의 손발을 잘라다가 관청 문에 내걸었다. 이보다 앞서 소식을 들은 주우는 먼저 시체가 있는 곳을 찾아, 일단 그 시체와 생전에 글을 주고받은 적이 있었던 것처럼 일을 꾸몄다. 그리고 시체의 입과 눈에 볏짚이 붙어있는 것을 발견하고, 몰래 문지기를 통해 정연이 짚단을 이고 성에 들어왔었음을 알아냈다. 이후 정연을 고문하여 일체를 자백받으니, 사람들은 주우를 감히 거스르지 못하였다.
이후 낙양령(洛陽令)이 되었다. 임지에 도착한 주우는 낙양의 호족을 파악하고는 그들을 꺾어누르며 통치하였기 때문에, 귀족과 외척들은 어쩔 줄을 몰라했다. 두태후의 동생 두독은 밤중에 궁에서 돌아와 간정(姦亭)에 이르렀는데, 정장(亭長) 곽연(霍延)이 가로막아 두독의 창고지기가 곽연과 실랑이를 벌였다. 이때 곽연은 칼을 뽑고 욕설을 내뱉었고, 두독은 이를 조정에 일러바쳤다. 장제는 조서를 내려 사례교위·하남윤으로 하여금 사건을 심리하게 하였고, 주우는 책임을 물어 정위의 옥에 갇혔다가 며칠 후 풀려났다. 장제는 주우가 법을 받들어 간악한 이들을 미워하고 귀족들에게 굴복하지 않은 것을 알았기 때문에 그를 불쌍히 여겼으나, 담당 관리가 여러 차례 상주하였기 때문에 결국 파면하였다.
이후 어사중승(御史中丞)이 되었다. 화제가 즉위하고, 태부 등표가 주우는 잔혹하여 서울의 일을 맡아서는 안 된다고 상주하였기 때문에 파면되고 고향으로 돌아갔다. 이후 두씨가 득세하여 두독 형제가 권력을 잡으니 굴복하지 않는 이가 없었으나, 주우는 아랑곳하지 않고 화를 입을 각오를 하였다. 두독 등은 주우와 원한이 있었지만 감히 그를 해치지 못하였다.
영원 5년(93년), 다시 부름을 받아 어사중승이 되었다. 두씨들은 이미 주살되었으나 하양후(夏陽侯) 두괴는 아직 조정에 있었기 때문에, 이를 불쾌히 여긴 주우는 글을 올려 두괴를 봉국으로 쫓아냈고, 자신은 사례교위로 영전되었다. 나중에 기도위로 좌천되었다가 장작대장으로 승진하였고, 재임 중 죽었다.

## 출전
- 범엽, 《후한서》 권77 혹리열전

| 전임 마엄 | 후한의 장작대장 95년 - 97년 | 후임 위패 |